# La spada nel cuore/Roma è una prigione
La spada nel cuore/Roma è una prigione è il 10° 45 giri di Patty Pravo, pubblicato nel 1970 dalla casa discografica RCA.

## Descrizione
Il singolo fu pubblicato in occasione del Festival di Sanremo 1970, al quale Patty Pravo partecipò con La spada nel cuore. Fu il primo singolo pubblicato per la casa discografica RCA Italiana.

## Accoglienza
Nel marzo 1970 raggiunse la 17° massima posizione e risulta l'89° singolo più venduto dello stesso anno.

## Brani

### La spada nel cuore
La spada nel cuore è stata scritta da Mogol e Donida, nonostante sia stato accreditato successivamente anche Lucio Battisti, inizialmente egli non venne accreditato ufficialmente e solo nelle ristampe dal 1990 in poi i crediti vengono riportano come autori "Mogol-Donida-Battisti"). L'arrangiamento è di Ruggero Cini e la sua orchestra.
Col brano, Patty Pravo partecipò al Festival di Sanremo 1970, in coppia con Little Tony; si classificò quinta e vinse il premio della critica.
Del brano si conoscono anche le versioni incise in lingua spagnola (Una Espada En El Corazon), francese (Un Boum Dans Le Coeur) e inglese (A Shot In The Heart), ripubblicate all'interno delle raccolte Patty Pravo Rarities 1970 e Patty Pravo Recording session 1970.
Nel 2005 è stata inclusa, nell'antologia Le avventure di Lucio Battisti e Mogol, una versione cantata da Lucio Battisti del 1969, che si rivelò essere la versione sottoposta alla commissione selezionatrice di Sanremo 1970.

### Roma è una prigione
Roma è una prigione è stata scritta da Paolo Dossena, Alberto Lucarelli e Roberto Righini.
L'arrangiamento è di Giacomo Tosti, I Girasoli (il gruppo di Lucarelli e Righini) e Paolo Dossena.
Il brano non fu incluso in nessun album.
Del brano è stata incisa anche la versione in francese, La Ville Est Ma Prison, spagnola Roma Es Como Una Prison, pubblicate all'interno della raccolta Patty Pravo Rarities 1970.

## Tracce
Lato A
1. La spada nel cuore - 3:12

Lato B
1. Roma è una prigione - 2:23

## Cover
- I Combos hanno registrato il brano in un 45 giri del 1970 (Combo Record, HP 8063).
- Nel 2003 esce una raccolta di Little Tony e Bobby Solo dal titolo Non si cresce mai che contiene la cover del brano (Universal Music Group, 0380522).